# Puccinellia
Puccinellia é um género botânico pertencente à família Poaceae.